# Iker Leonet
Iker Leonet Iza es un exciclista profesional español. Nació en Oyarzun (Guipúzcoa) el 10 de diciembre de 1983. 
Como amateur logró cuarenta y una victorias de etapa. Vuelta a Goierri, Cantabria y Palencia entre otras. Debutó como profesional el año 2005, en el equipo Caisse d'Epargne. 

## Resultados en Grandes Vueltas y Campeonato del Mundo
Durante su carrera deportiva ha conseguido los siguientes puestos en las Grandes Vueltas y en los Campeonatos del Mundo en carretera:
| Carrera         | 2005 | 2006 | 2007 |
| --------------- | ---- | ---- | ---- |
| Giro de Italia  | -    | -    | -    |
| Tour de Francia | -    | -    | -    |
| Vuelta a España | -    | -    | -    |
| Mundial en Ruta | -    | -    | -    |

-: No participa

Ab.: Abandono

## Equipos
- Caisse d'Epargne (2005-2006)
- Fuerteventura-Canarias Team (2007)